# Dat Blatt op Platt
Dat Blatt op Platt (Eigenschreibweise: DAT BLATT op Platt) war eine vom Journalisten und Buchautor Bernhard Koch in Halstenbek, Schleswig-Holstein herausgegebene plattdeutsche Illustrierte.

## Geschichte
Die Zeitschrift erschien erstmals im November 2005. Redakteurin war die Plattdeutsch-Autorin und Kulturpreisträgerin Christa Heise-Batt, redaktionell unterstützt von der Radiomoderatorin Petra Wede und anderen ehrenamtlichen Autoren.
Das halbjährlich erschienene Blatt berichtete nicht nur über Norddeutschland, sondern zeigte, wie auch das vom NDR Info ausgestrahlte Hörfunkmagazin Zwischen Hamburg und Haiti, mit Geschichten den Weg in die weite Welt. In einer Ausgabe von 2014 nahm der Redakteur die „Leser mit auf einen Ausflug durch den Zoo am Meer in Bremerhaven. Es gab einen Reisebericht von Usedom nach Helsinki bis Stockholm, Antje Olthoff besuchte unter dem Motto ‚Nützt ja Aal nix!‘ den plattdeutschen Rapper Hendrik Bloem, und Petra Wede gab einen ausführlichen Nachruf auf Larry Elvers von der Band Godewind. Waldtraut Vogt empfahl niederdeutsche Kinderbücher, und Marianne Scheitzow erzählte unter dem Titel ‚Wiet weg vun to Huus‘ von der Kinderland-Verschickung im Zweiten Weltkrieg.“
Wegen des zu großen Arbeitsaufwandes für die kleine Redaktion, wurde Dat Blatt op Platt nach der 20. Ausgabe im Mai 2015 eingestellt.

## Rezensionen
„‚Dat Blatt op Platt‘ ist Lesegenuss für Freunde der plattdeutschen Sprache“

„… absolut lesenswert und für Freunde der niederdeutschen Sprache eine Pflichtlektüre“